# Tetrapterys pohliana
Tetrapterys pohliana är en tvåhjärtbladig växtart som beskrevs av Franz Josef Niedenzu. Tetrapterys pohliana ingår i släktet Tetrapterys och familjen Malpighiaceae. Inga underarter finns listade i Catalogue of Life.